# Dlouhá Lhota (Moravia meridionale)
Dlouhá Lhota (in tedesco Langlhotta) è un comune della Repubblica Ceca facente parte del distretto di Blansko, in Moravia Meridionale.